# Чемпионат мира по самбо 2011
Чемпионат мира по самбо 2011 года (35-й по счёту) прошёл в столице Литвы Вильнюсе 10-13 ноября во дворце спорта «Сименс-Арена». Главным судьёй соревнований был Василий Перчик.

## Медалисты

### Мужчины
| Весовая категория | Золото                         | Серебро                         | Бронза                                                         |
| ----------------- | ------------------------------ | ------------------------------- | -------------------------------------------------------------- |
| до 52 кг          | Автандил Цинцадзе · Грузия     | Медет Ундаганов · Казахстан     | Андрей Курлыпо · Беларусь Валерий Сороноков · Россия           |
| до 57 кг          | Ерболат Байбатыров · Казахстан | Ушанги Кузанашвили · Грузия     | Ислам Гасымов · Азербайджан Керим Аллануров · Туркменистан     |
| до 62 кг          | Виталий Уин · Россия           | Борис Борисов · Болгария        | Нурлан Ералиев · Кыргызстан Дашдаваагийн Амартувшин · Монголия |
| до 68 кг          | Дмитрий Базылев · Беларусь     | Сергей Шибанов · Россия         | Мартин Иванов · Болгария Елгун Муслимов · Азербайджан          |
| до 74 кг          | Уали Куржев · Россия           | Степан Попов · Беларусь         | Дмитрий Бабийчук · Украина Асылбек Алкей · Казахстан           |
| до 82 кг          | Владимир Приказчиков · Россия  | Магомед Абдулганилов · Беларусь | Сергей Ошлобану · Молдова Нико Куция · Грузия                  |
| до 90 кг          | Иван Васильчук · Украина       | Альсим Черноскулов · Россия     | Батбаярын Ариун-Эрдэнэ · Монголия Эркин Дониёров · Узбекистан  |
| до 100 кг         | Артём Осипенко · Россия        | Леван Жоржолиани · Грузия       | Мирослав Дебрелиев · Болгария Акоп, Аракелян · Армения         |
| свыше 100 кг      | Виталий Минаков · Россия       | Юрий Рыбак · Беларусь           | Давид Лориашвили · Грузия Иван Илиев · Болгария                |

#### Командный зачёт
| Место | Страна       | Золото | Серебро | Бронза | Всего |
| ----- | ------------ | ------ | ------- | ------ | ----- |
| 1     | Россия       | 5      | 2       | 1      | 8     |
| 2     | Беларусь     | 1      | 3       | 1      | 5     |
| 3     | Грузия       | 1      | 2       | 2      | 5     |
| 4     | Казахстан    | 1      | 1       | 1      | 3     |
| 5     | Украина      | 1      | 0       | 1      | 2     |
| 6     | Болгария     | 0      | 1       | 3      | 4     |
| 7-8   | Азербайджан  | 0      | 0       | 2      | 2     |
| 7-8   | Монголия     | 0      | 0       | 2      | 2     |
| 9-13  | Армения      | 0      | 0       | 1      | 1     |
| 9-13  | Кыргызстан   | 0      | 0       | 1      | 1     |
| 9-13  | Молдова      | 0      | 0       | 1      | 1     |
| 9-13  | Туркменистан | 0      | 0       | 1      | 1     |
| 9-13  | Узбекистан   | 0      | 0       | 1      | 1     |

### Женщины
| Весовая категория | Золото                             | Серебро                               | Бронза                                                          |
| ----------------- | ---------------------------------- | ------------------------------------- | --------------------------------------------------------------- |
| до 48 кг          | Мария Молчанова · Россия           | Маргарита Филиппова · Туркменистан    | Мария Гуэдес · Венесуэла Мирела Салиевич · Сербия               |
| до 52 кг          | Сусанна Мирзоян · Армения          | Гульбадам Бабамуратова · Туркменистан | Дилдора Убайдуллаева · Узбекистан Мария Остапюк · Украина       |
| до 56 кг          | Калина Стефанова · Болгария        | Татьяна Зенченко · Россия             | Солонго Баатарсайхан · Монголия Раушан Алпысбаева · Казахстан   |
| до 60 кг          | Екатерина Прокопенко · Беларусь    | Олеся Кондратьева · Россия            | Жаклин Лопес · Венесуэла Эвелина Илиева · Болгария              |
| до 64 кг          | Анжела Паим-Красковская · Беларусь | Ольга Усольцева · Россия              | Надежда Герасименко · Украина Гульнара Хаитбаева · Туркменистан |
| до 68 кг          | Марина Кормильцева · Россия        | Азая Енхбат · Монголия                | Аурелия Шуките · Литва Виктория Денисенко · Украина             |
| до 72 кг          | Светлана Галянт · Россия           | Татьяна Савенко · Украина             | Мария Кузнецова · Беларусь Нино Одзелашвили · Грузия            |
| до 80 кг          | Наталья Казанцева · Россия         | Светлана Готфрид · Украина            | Елизавета Моисеенко · Беларусь Мария Оряшкова · Болгария        |
| свыше 80 кг       | Юлия Борисик · Беларусь            | Елена Хакимова · Россия               | Санта Пакените · Литва Нина Кутро-Келли · США                   |

#### Командный зачёт
| Место | Страна       | Золото | Серебро | Бронза | Всего |
| ----- | ------------ | ------ | ------- | ------ | ----- |
| 1     | Россия       | 4      | 4       | 0      | 8     |
| 2     | Беларусь     | 3      | 0       | 2      | 5     |
| 3     | Болгария     | 1      | 0       | 2      | 3     |
| 4     | Армения      | 1      | 0       | 0      | 1     |
| 6     | Украина      | 0      | 2       | 3      | 5     |
| 5     | Туркменистан | 0      | 2       | 1      | 3     |
| 7     | Монголия     | 0      | 1       | 1      | 2     |
| 8-9   | Венесуэла    | 0      | 0       | 2      | 2     |
| 8-9   | Литва        | 0      | 0       | 2      | 2     |
| 10-14 | Грузия       | 0      | 0       | 1      | 1     |
| 10-14 | Казахстан    | 0      | 0       | 1      | 1     |
| 10-14 | Сербия       | 0      | 0       | 1      | 1     |
| 10-14 | США          | 0      | 0       | 1      | 1     |
| 10-14 | Узбекистан   | 0      | 0       | 1      | 1     |

### Боевое самбо
| Весовая категория | Золото                       | Серебро                          | Бронза                                                     |
| ----------------- | ---------------------------- | -------------------------------- | ---------------------------------------------------------- |
| до 52 кг          | Анатолий Стишак · Россия     | Алмас Сулейменов · Казахстан     | Азамат Асакеев · Кыргызстан Саттор Ергашев · Узбекистан    |
| до 57 кг          | Марко Косев · Болгария       | Улви Ширинли · Россия            | Олег Удод · Казахстан Сергей Глущенко · Украина            |
| до 62 кг          | Иван Давиденко · Россия      | Баасанхуу Дамланпурев · Монголия | Ильхон Сатвалдиев · Узбекистан Нурлан Ералиев · Кыргызстан |
| до 68 кг          | Истам Кудратов · Узбекистан  | Расим Лемберански · Германия     | Бауржан Гурамов · Казахстан Игорь Северин · Украина        |
| до 74 кг          | Шамиль Гасанханов · Россия   | Александр Фёдоров · Эстония      | Виктор Томашевич · Литва Максим Дядюра · Украина           |
| до 82 кг          | Росен Димитров · Болгария    | Алай Ниязменглиев · Туркменистан | Алексей Иванов · Россия Владислав Чернявскис · Латвия      |
| до 90 кг          | Александр Коломиец · Украина | Себастьян Либебе · Франция       | Камен Георгиев · Болгария Ислам Абазов · Россия            |
| до 100 кг         | Виктор Немков · Россия       | Исломжон Азимов · Узбекистан     | Игорь Задерновский · Украина Руслан Маматов · Кыргызстан   |
| свыше 100 кг      | Мартин Маринков · Болгария   | Кирилл Сидельников · Россия      | Шахмарал Жетписов · Казахстан Денис Смолдарев · Эстония    |

#### Командный зачёт
| Место | Страна       | Золото | Серебро | Бронза | Всего |
| ----- | ------------ | ------ | ------- | ------ | ----- |
| 1     | Россия       | 4      | 2       | 2      | 8     |
| 2     | Болгария     | 3      | 0       | 1      | 4     |
| 3     | Узбекистан   | 1      | 1       | 2      | 4     |
| 4     | Украина      | 1      | 0       | 4      | 5     |
| 5     | Казахстан    | 0      | 1       | 3      | 4     |
| 6     | Кыргызстан   | 0      | 0       | 3      | 3     |
| 7-11  | Эстония      | 0      | 1       | 1      | 2     |
| 7-11  | Туркменистан | 0      | 1       | 0      | 1     |
| 7-11  | Франция      | 0      | 1       | 0      | 1     |
| 7-11  | Монголия     | 0      | 1       | 0      | 1     |
| 7-11  | Германия     | 0      | 1       | 0      | 1     |
| 12-13 | Латвия       | 0      | 0       | 1      | 1     |
| 12-13 | Литва        | 0      | 0       | 1      | 1     |